# Hram boga Dakshe
Dakshin hram (hindski दक्षेश्‍वर महादेव मन्दिर, engleski Daksheswara Mahadev Temple) hinduistički je hram smješten u indijskom gradiću Kankhalu, u saveznoj državi Uttarakhandu. Sadašnji je hram dala sagraditi kraljica Dhankaur, 1810. godine.
Hram je nazvan po bogu Dakshi, koji je spomenut u svetim spisima kao otac božice Sati, prve žene velikog boga Šive. Prema mitu, na mjestu gdje danas stoji hram, Daksha je organizirao proslavu ili žrtvenu svečanost, na koju je pozvao sve bogove osim Sati i Šive, čiji brak nije bio odobrio. Sati je ipak otišla na proslavu, unatoč Šivinom savjetu da ne odlazi ka ocu te je Daksha izvrijeđao Sati. Kad je počeo vrijeđati Šivu, Sati više nije mogla trpjeti očevo ponašanje te se zapalila. Šiva je u bijesu odrubio Dakshi glavu, a potom je, tugujući, nosio Satino truplo cijelom Indijom.
Pokraj glavnog hrama nalazi se manji hram, posvećen božicama zvanim Mahavidya. Tu je i svetište posvećeno Gangi.